# Łopiennik-Kolonia
Łopiennik-Kolonia – część wsi Łopiennik w Polsce, położona w województwie lubelskim, w powiecie lubelskim, w gminie Borzechów.
W latach 1975–1998 Łopiennik-Kolonia należał administracyjnie do województwa lubelskiego.
Wierni Kościoła rzymskokatolickiego należą do parafii św. Macieja Apostoła i św. Katarzyny w Ratoszynie Pierwszym.